# Varennes-Vauzelles
Pour les articles homonymes, voir Varennes et Vauzelles.
Varennes-Vauzelles est une commune française située dans le département de la Nièvre, en région Bourgogne-Franche-Comté, à 235 km au sud de Paris.
Ses habitants sont les Vauzelliens et les Vauzelliennes.

## Géographie

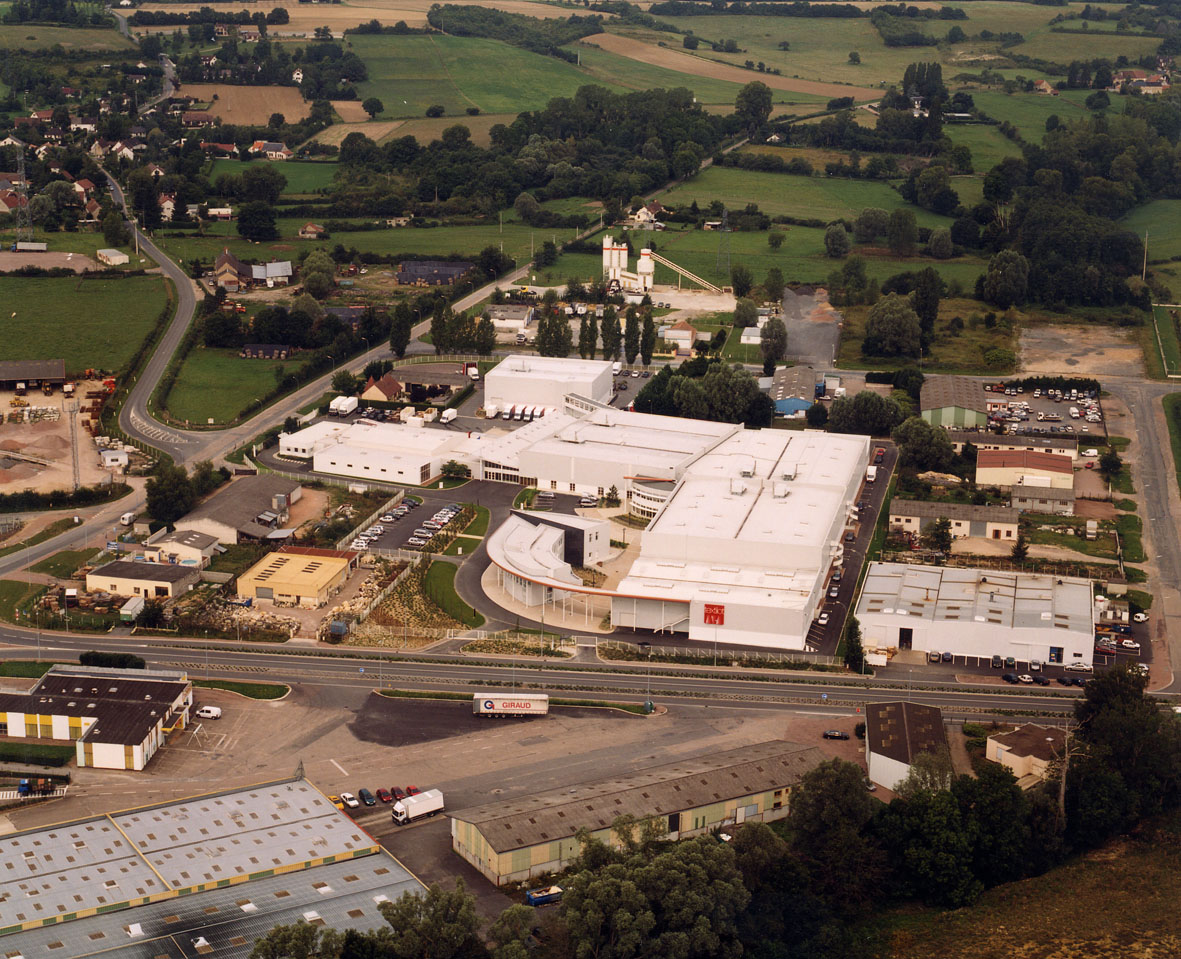
Vue aérienne de la zone d'activité Varennes-Vauzelles / Garchizy.

Varennes-Vauzelles est aujourd'hui la troisième ville de la Nièvre. Le bourg rural (Varennes-lès-Nevers) doit son essor à partir de 1920 à l'atelier de réparation de Vauzelles. La cité de cheminots de Vauzelles est ainsi venue grossir la population, avant les lotissements à partir des années 1950. La commune est à l'heure actuelle très étendue, comprenant une partie urbanisée et agglomérée à Nevers (Vauzelles) et une partie rurale, Varennes. C'est, de loin, la première ville de la banlieue de Nevers.
La ville comporte une grande partie des zones d'activités et industrielles de l'agglomération de Nevers (ZA Varennes-Vauzelles/Garchizy, prochainement ZA tertiaire du Bengy) dont elle constitue la sortie Nord. La ville est reliée a un réseau routier important : la route nationale 7, ainsi que l'autoroute A77 qui met Paris à seulement 2 heures de route.

### Communes limitrophes
Les communes limitrophes sont  Coulanges-lès-Nevers, Fourchambault, Garchizy, Marzy, Nevers, Parigny-les-Vaux, Pougues-les-Eaux et Urzy.

### Climat
Pour des articles plus généraux, voir Climat de la Bourgogne-Franche-Comté et Climat de la Nièvre.
En 2010, le climat de la commune est de type climat océanique dégradé des plaines du Centre et du Nord, selon une étude du Centre national de la recherche scientifique s'appuyant sur une série de données couvrant la période 1971-2000. En 2020, Météo-France publie une typologie des climats de la France métropolitaine dans laquelle la commune est exposée à un climat océanique altéré et est dans la région climatique  Centre et contreforts nord du Massif Central, caractérisée par un air sec en été et un bon ensoleillement. 
Pour la période 1971-2000, la température annuelle moyenne est de 11,1 °C, avec une amplitude thermique annuelle de 15,9 °C. Le cumul annuel moyen de précipitations est de 830 mm, avec 11,6 jours de précipitations en janvier et 8 jours en juillet. Pour la période 1991-2020, la température moyenne annuelle observée sur la station météorologique installée sur la commune est de 11,9 °C et le cumul annuel moyen de précipitations est de 854,7 mm. 
La température maximale relevée sur cette station est de 41,8 °C, atteinte le 10 août 2003 ; la température minimale est de −13,8 °C, atteinte le 1er mars 2005,,. 
| Mois                                  | jan.           | fév.           | mars           | avril         | mai             | juin           | jui.          | août           | sep.          | oct.          | nov.             | déc.          | année      |
| ------------------------------------- | -------------- | -------------- | -------------- | ------------- | --------------- | -------------- | ------------- | -------------- | ------------- | ------------- | ---------------- | ------------- | ---------- |
| Température minimale moyenne (°C)     | 0,8            | 0,6            | 2,6            | 4,9           | 8,8             | 12,1           | 13,8          | 13,5           | 10,1          | 7,8           | 3,8              | 1,4           | 6,7        |
| Température moyenne (°C)              | 4              | 4,7            | 8,1            | 11,2          | 15              | 18,6           | 20,6          | 20,3           | 16,2          | 12,4          | 7,4              | 4,4           | 11,9       |
| Température maximale moyenne (°C)     | 7,1            | 8,9            | 13,7           | 17,4          | 21,2            | 25,1           | 27,3          | 27,1           | 22,3          | 17            | 10,9             | 7,5           | 17,1       |
| Record de froid (°C) date du record   | −13,4 13.01.03 | −13,6 09.02.12 | −13,8 01.03.05 | −5 14.04.19   | −0,8 08.05.1997 | 2,9 14.06.1995 | 5 14.07.1998  | 3,5 30.08.1993 | 0 30.09.1995  | −4,3 25.10.03 | −10,9 24.11.1998 | −13 24.12.01  | −13,8 2005 |
| Record de chaleur (°C) date du record | 15,5 06.01.14  | 21,9 27.02.19  | 26,4 16.03.12  | 30,5 21.04.18 | 33,8 27.05.05   | 38,7 27.06.11  | 41,4 25.07.19 | 41,8 10.08.03  | 36,8 14.09.20 | 29,1 12.10.18 | 23 02.11.20      | 17,1 17.12.19 | 41,8 2003  |
| Précipitations (mm)                   | 75,1           | 63,2           | 59,7           | 72,3          | 77,8            | 64,1           | 60            | 67             | 64            | 81,8          | 86,2             | 83,5          | 854,7      |

| Diagramme climatique                                  |            |             |             |             |              |            |            |            |           |             |            |
| J                                                     | F          | M           | A           | M           | J            | J          | A          | S          | O         | N           | D          |
| 7,10,875,1                                            | 8,90,663,2 | 13,72,659,7 | 17,44,972,3 | 21,28,877,8 | 25,112,164,1 | 27,313,860 | 27,113,567 | 22,310,164 | 177,881,8 | 10,93,886,2 | 7,51,483,5 |
| Moyennes : • Temp. maxi et mini °C • Précipitation mm |            |             |             |             |              |            |            |            |           |             |            |

Les paramètres climatiques de la commune ont été estimés pour le milieu du siècle (2041-2070) selon différents scénarios d'émission de gaz à effet de serre à partir des nouvelles projections climatiques de référence DRIAS-2020. Ils sont consultables sur un site dédié publié par Météo-France en novembre 2022.

## Urbanisme

### Typologie
Au 1er janvier 2024, Varennes-Vauzelles est catégorisée centre urbain intermédiaire, selon la nouvelle grille communale de densité à sept niveaux définie par l'Insee en 2022.
Elle appartient à l'unité urbaine de Nevers, une agglomération intra-départementale regroupant huit  communes, dont elle est une commune de la banlieue,,. Par ailleurs la commune fait partie de l'aire d'attraction de Nevers, dont elle est une commune du pôle principal,. Cette aire, qui regroupe 93 communes, est catégorisée dans les aires de 50 000 à moins de 200 000 habitants,.

### Occupation des sols
L'occupation des sols de la commune, telle qu'elle ressort de la base de données européenne d’occupation biophysique des sols Corine Land Cover (CLC), est marquée par l'importance des territoires agricoles (61,8 % en 2018), en diminution par rapport à 1990 (65,6 %). La répartition détaillée en 2018 est la suivante : prairies (30,2 %), terres arables (29,1 %), forêts (18 %), zones urbanisées (13,3 %), zones industrielles ou commerciales et réseaux de communication (6 %), zones agricoles hétérogènes (2,5 %), espaces verts artificialisés, non agricoles (0,9 %). L'évolution de l’occupation des sols de la commune et de ses infrastructures peut être observée sur les différentes représentations cartographiques du territoire : la carte de Cassini (XVIIIe siècle), la carte d'état-major (1820-1866) et les cartes ou photos aériennes de l'IGN pour la période actuelle (1950 à aujourd'hui).

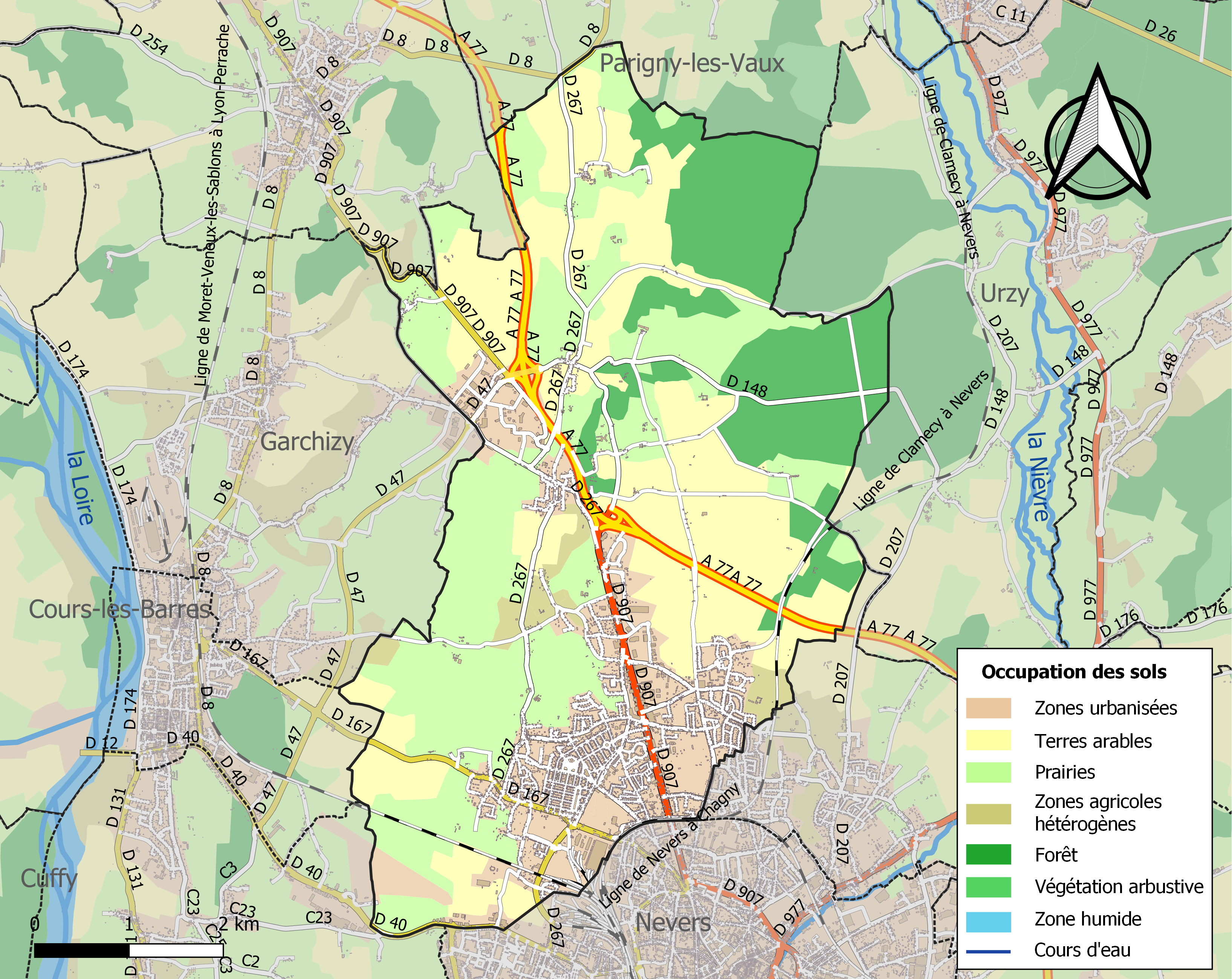
Carte des infrastructures et de l'occupation des sols de la commune en 2018 (CLC).

## Économie
Varennes-Vauzelles est le siège de Textilot, troisième entreprise du département, spécialisée dans la conception et la distribution de prêt à porter dans les grandes et moyennes surfaces.

## Histoire
L'évolution de Varennes-Vauzelles a été en grande partie déterminée par sa voisine, la ville de Nevers. Celle-ci a joué un rôle par sa fonction déjà ancienne de carrefour ferroviaire : dès les années 1860 une véritable gare ainsi qu’un dépôt et des ateliers de réparations avaient été édifiés. Ainsi, Nevers devient le premier grand relais de traction pour les trains en direction de Saint-Germain-des-Fossés, Clermont-Ferrand et Saint-Étienne. La vocation ferroviaire de la Nièvre se confirme et les cheminots deviennent la plus grande réalité ouvrière du département.
Avant la Première Guerre mondiale, Varennes-les-Nevers ne constituait guère qu’un hameau aux portes de Nevers. Une première phase de croissance commença en 1920 avec la mise en service des ateliers de réparation ferroviaires décentralisés de Nevers, dont la construction n’avait pu être achevée avant que ne commence la Première Guerre mondiale.
Une fois la construction terminée, ils semblent avoir constitué l’une des plus grandes unités de réparation de matériel ferroviaire en France. L’exploitation fut alors confiée à une filiale de la compagnie ferroviaire PLM, la Compagnie Générale de construction et d'entretien du matériel de chemin de fer, la CGCEM, laquelle était plus particulièrement chargée de la réparation des locomotives. Parallèlement une autre société se chargeait des wagons. Ces deux sociétés furent intégrées à la SNCF en 1945.
Le développement fut ensuite rapide : durant l’entre-deux-guerres les effectifs employés atteignirent 1 200 personnes, les établissements ferroviaires étant alors le plus gros établissement industriel de l’agglomération. Un maximum de 1 500 employés fut atteint au milieu du XXe siècle, les effectifs décroissant ensuite. De fait, cette commune connut une croissance démographique où la mise en activité des ateliers ferroviaires se lit aisément et de deux manières. Elle se lit dans le fait que la mise en œuvre de ces ateliers coïncida avec la reprise de la croissance démographique : la population était passée de 1633 habitants en 1896 à 1440 en 1911, elle reprit ensuite une courbe ascendante à partir du recensement de 1921 : le seuil des 2 600 habitants fut franchi en 1926, celui des 4700 en 1946 et en 1975 la commune dépassait les 8 000 habitants. Autrement dit la population a plus que quadruplé depuis l’ouverture des ateliers. Il va de soi que ces derniers n’ont pas fourni tous les emplois mais ils y ont contribué pour une part significative.
Sur ce territoire se développa logiquement une grande cité ouvrière qui devint une véritable banlieue. Cette  cité une fois achevée en 1931 comptait environ 600 logements ce qui n’est pas rien. La cité ouvrière ou cité jardin de Vauzelles constitue l'un des ensembles urbains le plus complet issu des théories sociales du début du XXe siècle. La forme retenue rappelle celle que nous avons déjà constaté pour des centres comme Montceau-les-Mines ou le Creusot : il s’agit de maisons individuelles ou jumelées, dotées de jardins, aussi que de services sociaux et de plus rares équipements commerciaux.
Une seconde phase d’expansion eut lieu durant les trois décennies qui ont suivi la Libération, elle se traduisit par une densification du bâti autour de deux formes d’habitats, le pavillonnaire et des grands ensembles. Une telle configuration ne pouvait que conduire à une forme de vie en vase clos et à la naissance de sociabilités et de liens forts d’autant que la densification de l’espace s’est faite de manière fort encadrée entre la voie de chemin de fer en direction de Fourchambault vers le nord-ouest, et la nationale 7 selon un axe sud-nord, la limite sud étant nettement repérée dans l’espace par la masse physique des ateliers, laquelle constitue l’élément le plus aisément repérable dans le paysage pour qui traverse l’agglomération de Nevers et se dirige vers Paris par la nationale 7.
À la suite de ce développement, la commune, qui était intitulée Varennes-lès-Nevers jusqu'en 1966, a été renommée Varennes-Vauzelles et son chef-lieu (mairie) déplacé du bourg rural de Varennes vers la cité de Vauzelles pour prendre en compte la réalité démographique et éviter sa scission entre partie rurale et urbanisée.
Les ex-ateliers SNCF devenus "Technicentre" sont aujourd'hui les premiers ateliers de réparation du matériel du réseau TER, et la cité de cheminots de Vauzelles constitue les principaux éléments contemporains de l'histoire de Varennes-Vauzelles.

## Politique et administration

### Liste des maires
| Période                                  | Période                                        | Identité           | Étiquette | Qualité                                                                                         |
| ---------------------------------------- | ---------------------------------------------- | ------------------ | --------- | ----------------------------------------------------------------------------------------------- |
| Les données manquantes sont à compléter. |                                                |                    |           |                                                                                                 |
| mai 1896                                 | janvier 1905                                   | Léon Delamalle     |           |                                                                                                 |
| janvier 1905                             | janvier 1906                                   | Jean Futereau      |           |                                                                                                 |
| janvier 1906                             | décembre 1919                                  | Léon Delamalle     |           |                                                                                                 |
| décembre 1919                            | mai 1925                                       | Joseph de Maumigny |           |                                                                                                 |
| mai 1925                                 | décembre 1925                                  | Antoine Surieu     |           |                                                                                                 |
| décembre 1925                            | septembre 1929                                 | Louis Chêne        |           |                                                                                                 |
| septembre 1929                           | mai 1935                                       | Joseph de Maumigny |           |                                                                                                 |
| mai 1935                                 | novembre 1935                                  | Louis Chêne        |           |                                                                                                 |
| novembre 1935                            | 28 mars 1941 (destitué par le régime de Vichy) | Henri Angelard     | SFIO      | Sous-chef de gare Grand résistant mort en Allemagne le 19 mai 1945                              |
| mai 1945                                 | mars 1975 (décès)                              | Camille Dagonneau  | PCF       |                                                                                                 |
| avril 1975                               | 1991 (démission)                               | Henri Marsaudon    | PCF       | Cheminot et ouvrier soudeur Conseiller général du canton de Guérigny (1973-1976 puis 1988-1991) |
| 1991                                     | 2003                                           | André Périnaud     | PCF       | Employé de bureau Conseiller général du canton de Guérigny (1991-2001)                          |
| janvier 2004                             | mars 2014                                      | Pascal Reuillard   | PCF       | Retraité de la SNCF Conseiller général du canton de Guérigny (2001-2015)                        |
| mars 2014                                | juin 2020                                      | Isabelle Bonnicel  | DVD       | Professeure des écoles et directrice d'IME 1re vice-présidente de Nevers Agglomération          |
| juillet 2020                             | En cours                                       | Olivier Sicot      | PCF       | vice-président de la Nevers Agglomération                                                       |

Canton de Varennes-Vauzelles

En 1935, un maire socialiste (SFIO) Henri Angelard a été élu. Il s'agissait du premier maire de gauche de la commune, grand résistant, mort en Allemagne le 19 mai 1945. Un maire communiste, Camille Dagonneau, fut également nommé par le gouvernement provisoire en 1944, puis élu en 1945. Il fut réélu plusieurs fois par la suite.

## Démographie
L'évolution du nombre d'habitants est connue à travers les recensements de la population effectués dans la commune depuis 1793. Pour les communes de moins de 10 000 habitants, une enquête de recensement portant sur toute la population est réalisée tous les cinq ans, les populations de référence des années intermédiaires étant quant à elles estimées par interpolation ou extrapolation. Pour la commune, le premier recensement exhaustif entrant dans le cadre du nouveau dispositif a été réalisé en 2008.

En 2022, la commune comptait 9 166 habitants, en évolution de −2,38 % par rapport à 2016 (Nièvre : −3,28 %, France hors Mayotte : +2,11 %).
| 1793 | 1800  | 1806 | 1821  | 1831  | 1836  | 1841  | 1846  | 1851  |
| ---- | ----- | ---- | ----- | ----- | ----- | ----- | ----- | ----- |
| 922  | 1 021 | 922  | 1 089 | 1 198 | 1 342 | 1 423 | 1 553 | 1 876 |

| 1856  | 1861  | 1866  | 1872  | 1876  | 1881  | 1886  | 1891  | 1896  |
| ----- | ----- | ----- | ----- | ----- | ----- | ----- | ----- | ----- |
| 1 885 | 1 989 | 1 855 | 1 808 | 1 954 | 1 899 | 1 906 | 1 838 | 1 863 |

| 1901  | 1906  | 1911  | 1921  | 1926  | 1931  | 1936  | 1946  | 1954  |
| ----- | ----- | ----- | ----- | ----- | ----- | ----- | ----- | ----- |
| 1 872 | 1 762 | 1 530 | 1 715 | 2 824 | 3 752 | 4 241 | 4 705 | 5 434 |

| 1962  | 1968  | 1975  | 1982   | 1990   | 1999   | 2006  | 2008  | 2013  |
| ----- | ----- | ----- | ------ | ------ | ------ | ----- | ----- | ----- |
| 6 363 | 8 025 | 8 552 | 10 071 | 10 602 | 10 211 | 9 573 | 9 366 | 9 440 |

| 2018  | 2022  | - | - | - | - | - | - | - |
| ----- | ----- | - | - | - | - | - | - | - |
| 9 207 | 9 166 | - | - | - | - | - | - | - |

## Culture locale et patrimoine

### Lieux et monuments
- Cité de cheminot construite en 1920 et ateliers de réparation de SNCF.
- La ville est bordée par la « forêt de la Brosse » et par le plan d'eau de « Niffonds », qui est situé à l'emplacement d'un ancien moulin nivernais.

Sur l'un des sentiers menant à l'étang, on trouve de vieilles pierres au sol issues d'un ancien moulin à blé, qui appartenait jadis à la seigneurie de Demeurs. Parmi elles, une pierre est marquée « Vestiges d'un moulin ».

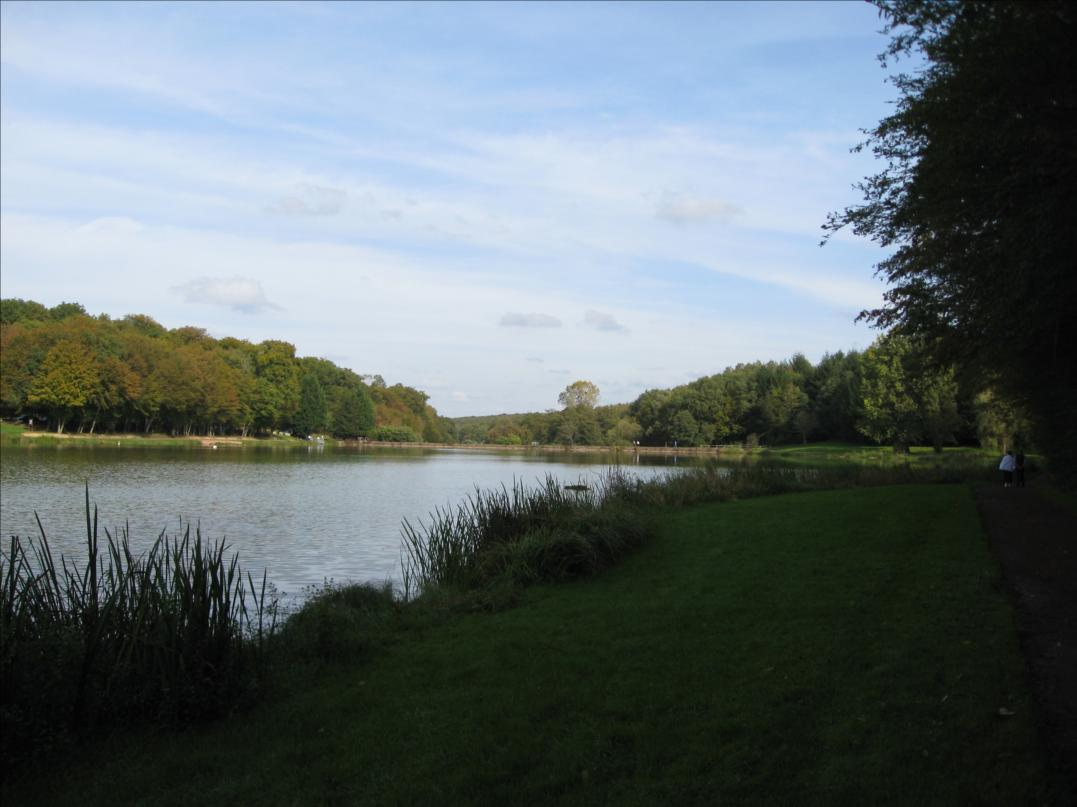
L'étang.
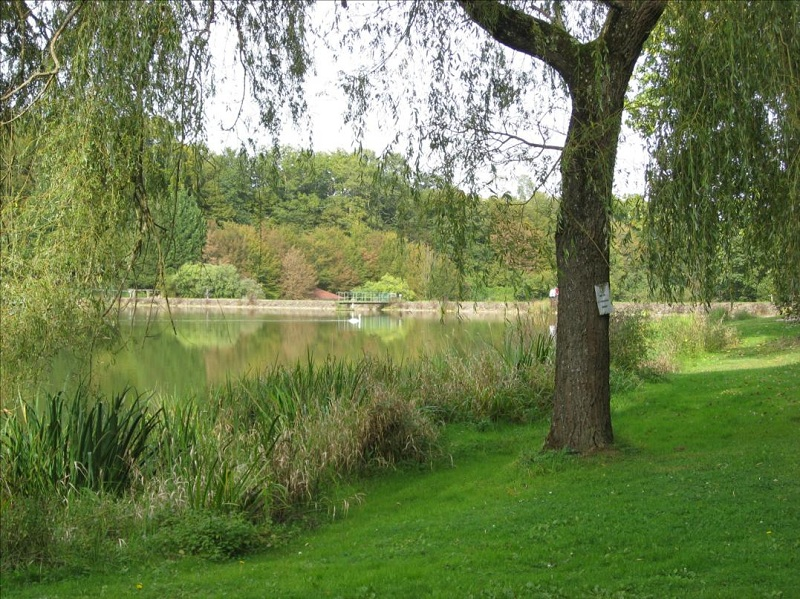
L'étang.
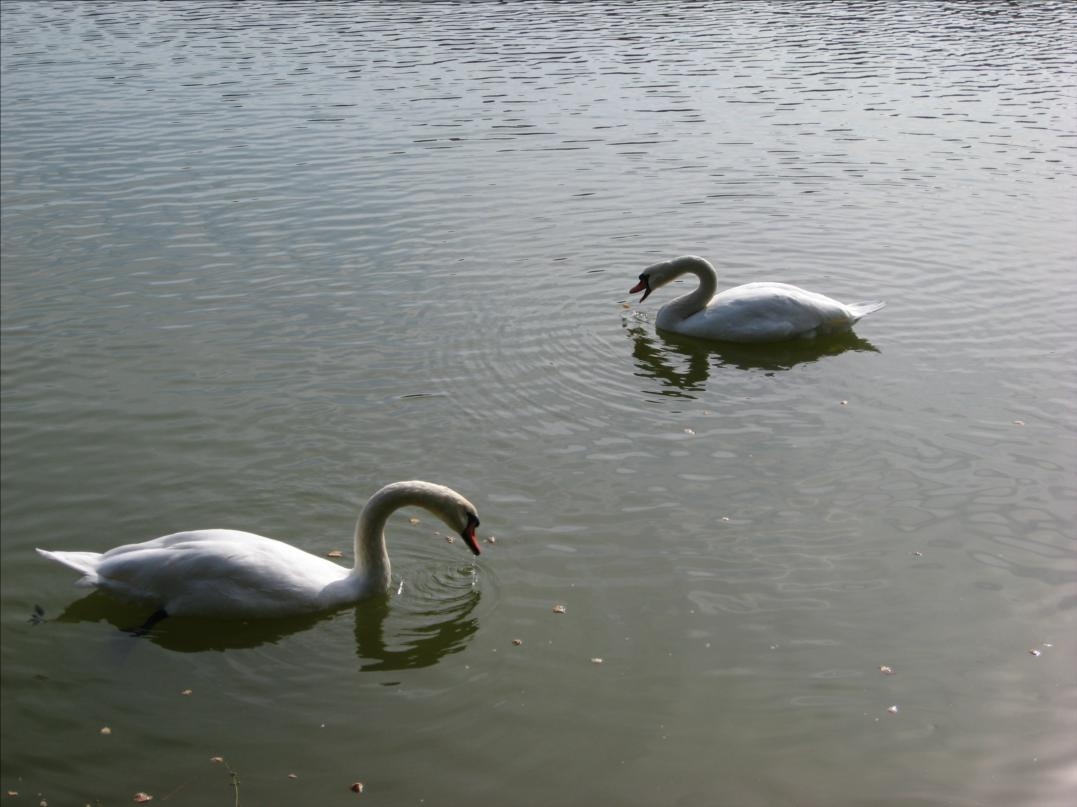
Les cygnes de l'étang.
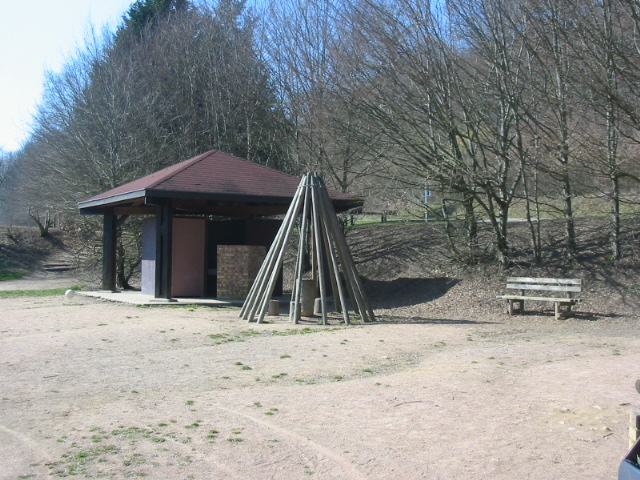
Les jeux.
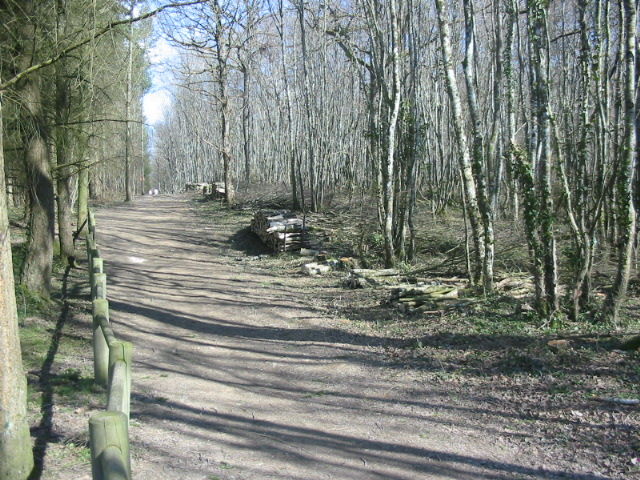
Le bois de la Brosse.
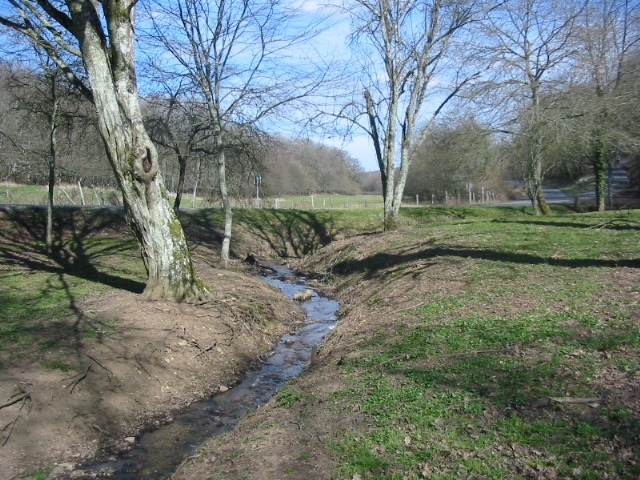
Autour de l'étang.
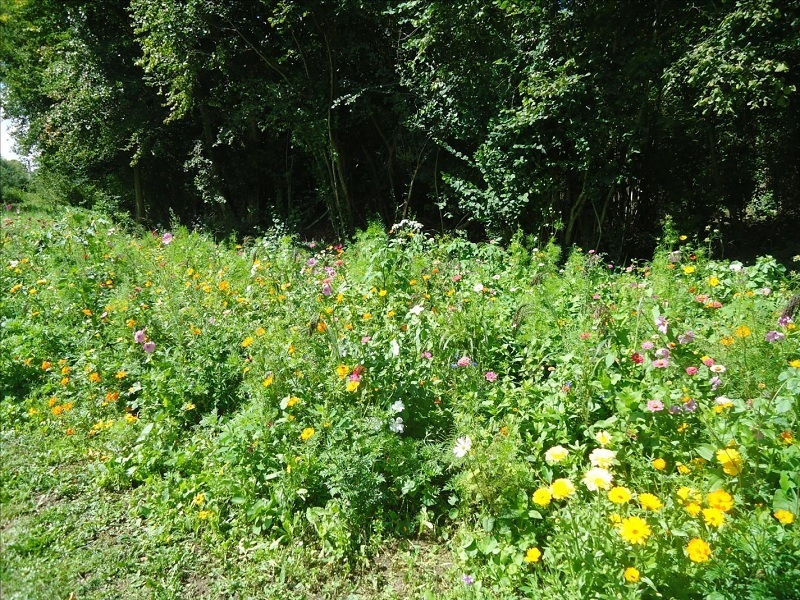
Le sentier pédagogique.
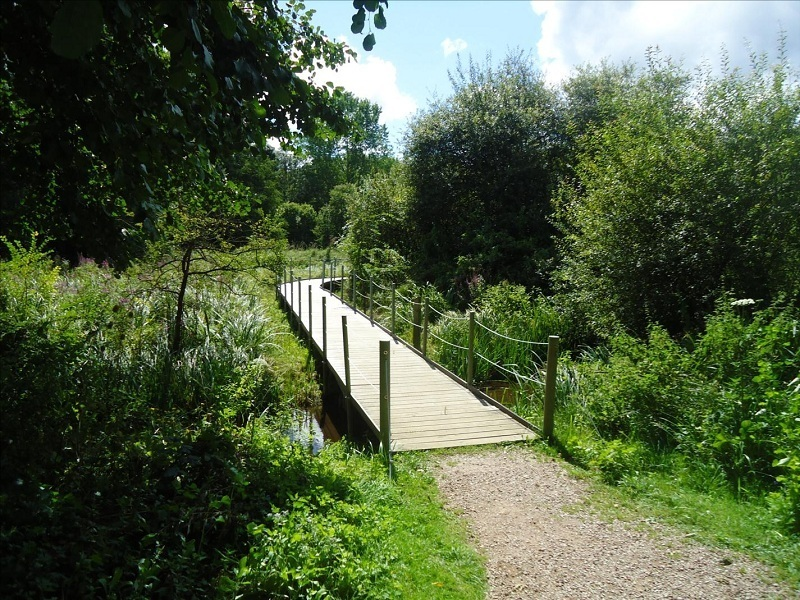
Le sentier pédagogique.
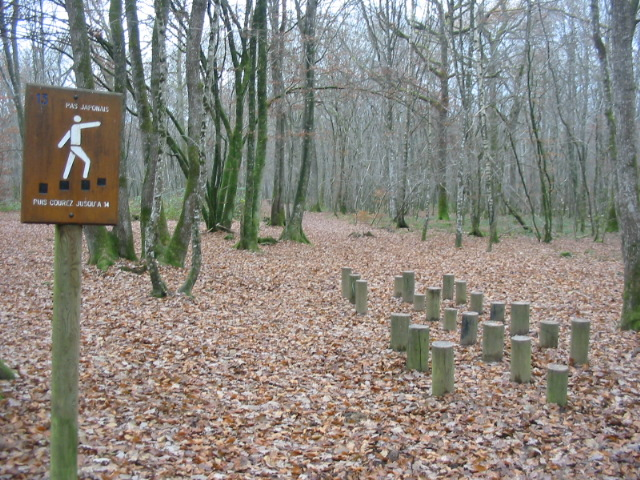
Le C.R.A.P.A.

- Le château de la Rocherie

Haut de 28 mètres et comprenant quatre niveaux bâtis sur caves voûtées, le château de la Rocherie est construit à la fin du XVIIIe siècle. Il est racheté par le percepteur de l'empereur Napoléon Bonaparte, issu d'une famille d'avocats de Pougues-les-Eaux. Son fils, Achille Jacquinot, (banque Jacquinot, Assurances Le Phénix) le restaure entièrement en 1859. Ses 4 cheminées ont donné le nom à la rue qui traverse le domaine, l'une d'elles, entourée de faïence de Longwy, date encore de 1859, ainsi que le carrelage dans l'entrée et l'escalier en bois et fer forgé. 

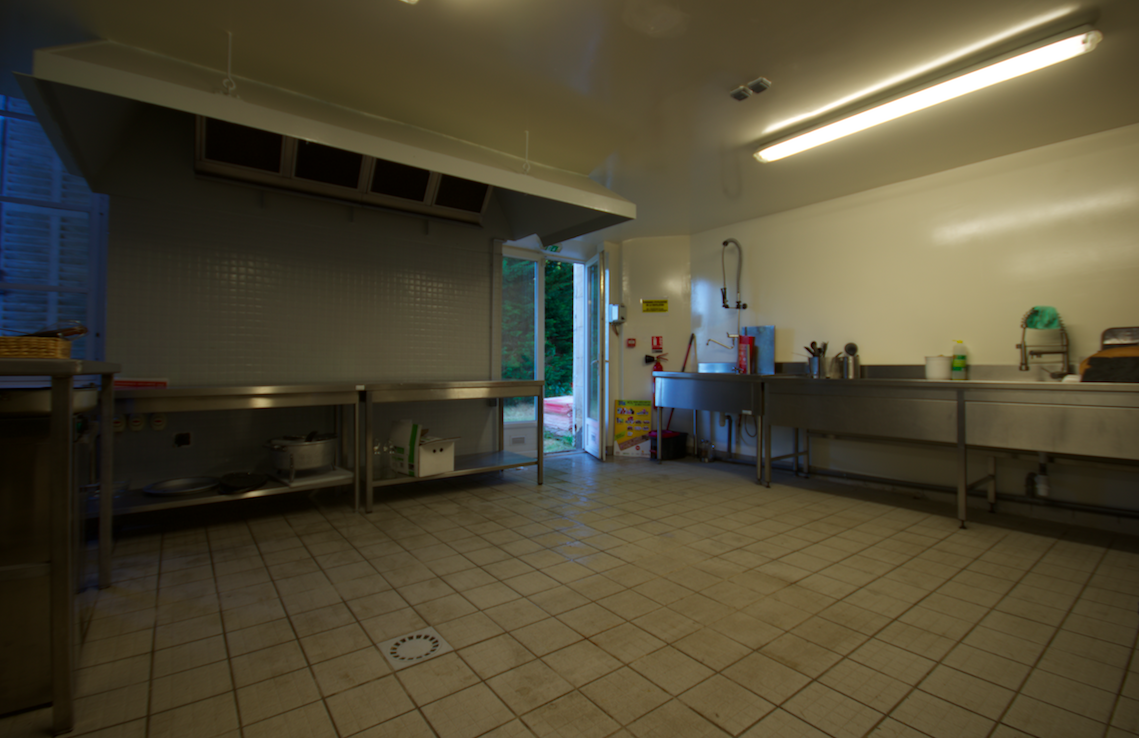

Le château a été tour à tour une école de gouvernantes, une clinique et un restaurant gastronomique…
Sa gloriette de type mauresque fait partie du patrimoine local, elle a été offerte par un prince arabe venu au château faire soigner ses enfants. Elle aurait dû être rasée quand l'autoroute A77 a été créée de Nemours à Magny-Cours mais à la demande de nombreux habitants, François Mitterrand, un habitué du château, a fait refaire un nouveau tracé pour préserver ce monument historique, ainsi qu'un cèdre du Liban planté par les grognards de Napoléon.
De nombreuses personnes ont séjourné dans ce château, notamment quand la F1 était à Magny-Cours mais également des chanteurs et des hommes politiques célèbres.
Son potager dans une serre typique du XIXe siècle, son grand puits à eau mû par un mécanisme à roue et son parc arboré de plus de 3 hectares en font un lieu de visite incontournable.
- Le château du Four de Vaux

Le château du Four de Vaux s’ouvre aux visiteurs qui souhaitent y séjourner.

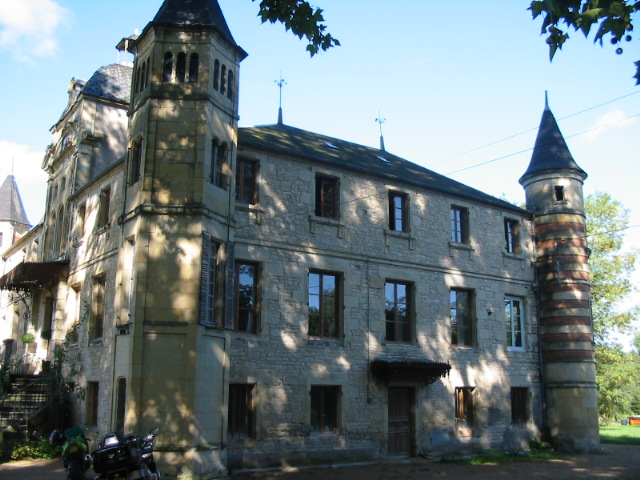
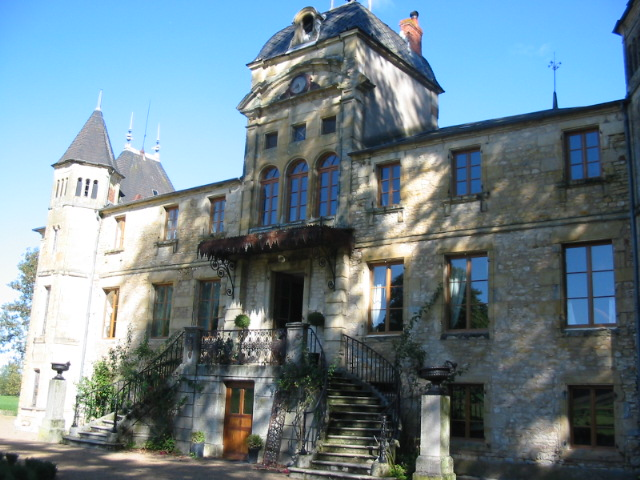
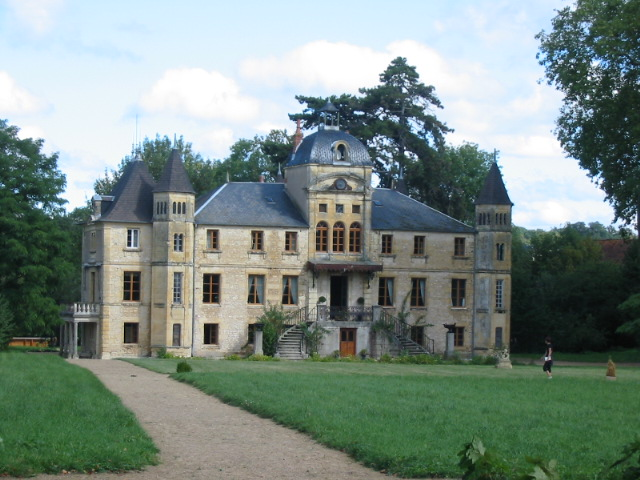
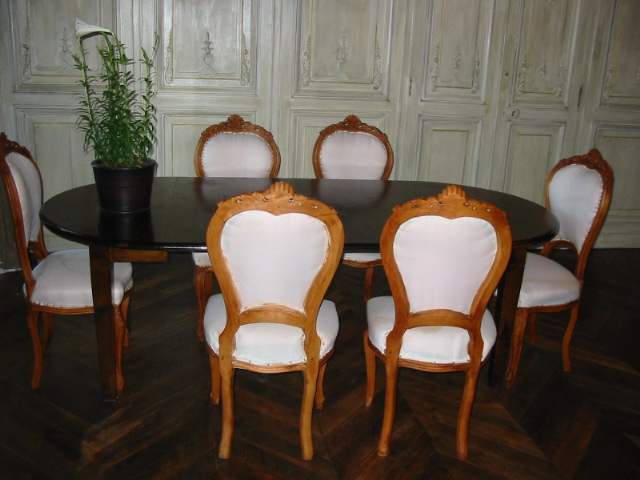
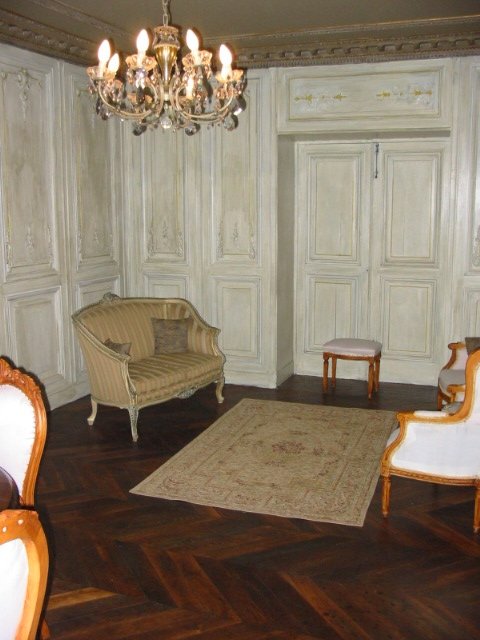
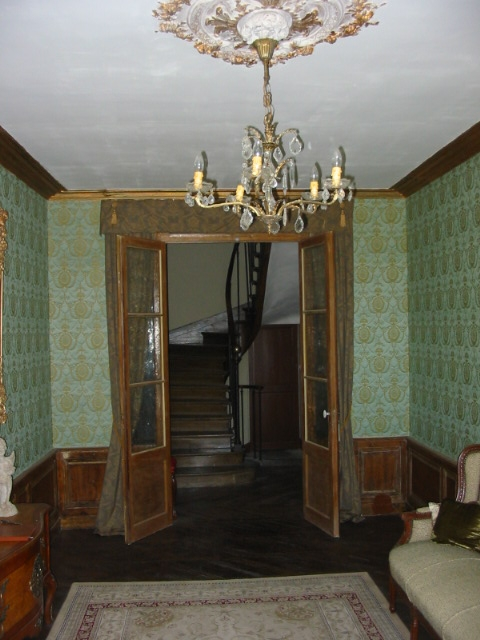
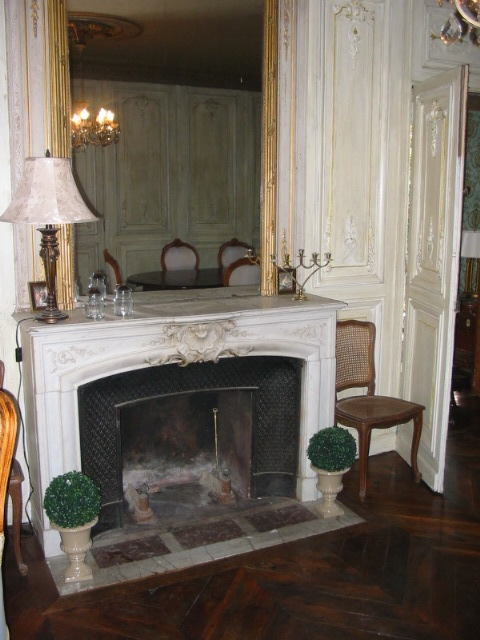
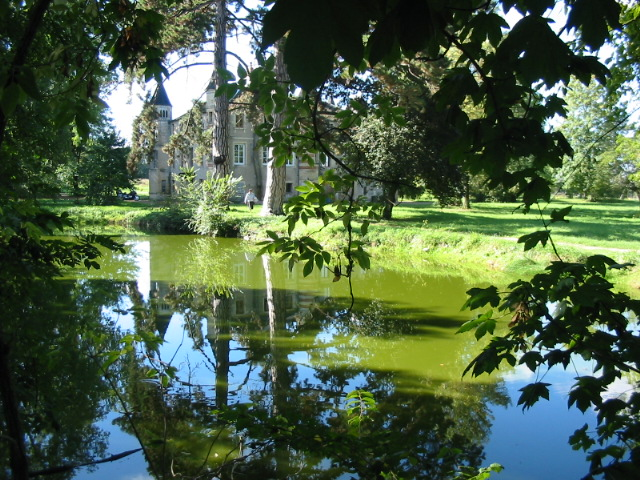
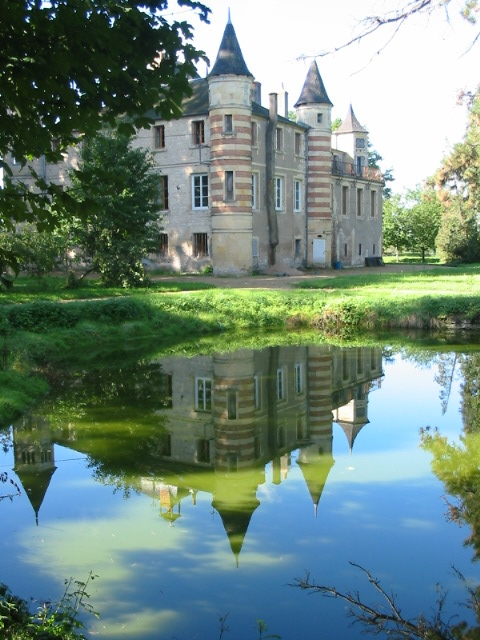
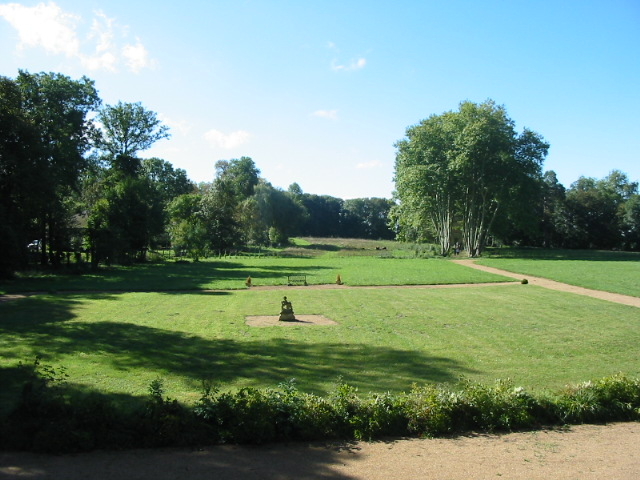
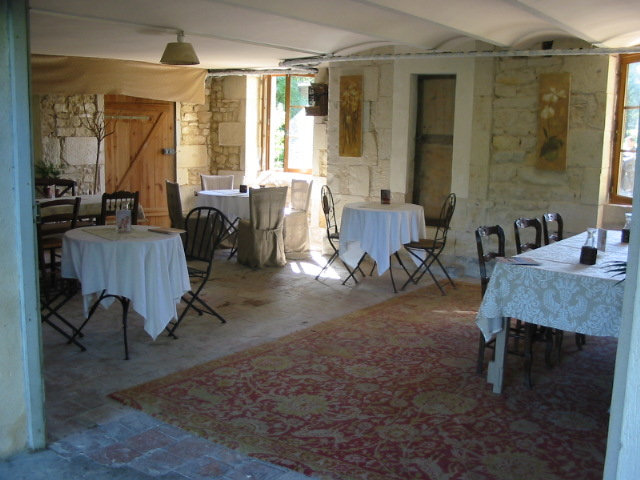
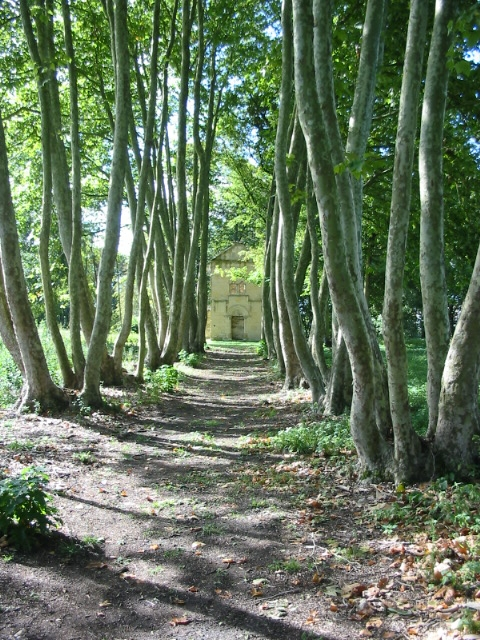

- Le Domaine de la Beue est un sentier aménagé présentant une grande diversité de milieux naturels où se côtoient landes à genêts, roselières, pelouses naturelles. Deux sentiers de 800 m permettent de les découvrir, accessibles aux personnes à mobilité réduite. Ce site a été classé Espace naturel sensible par le conseil général de la Nièvre et fait l’objet d’une gestion adaptée pour conserver le faune et la flore.

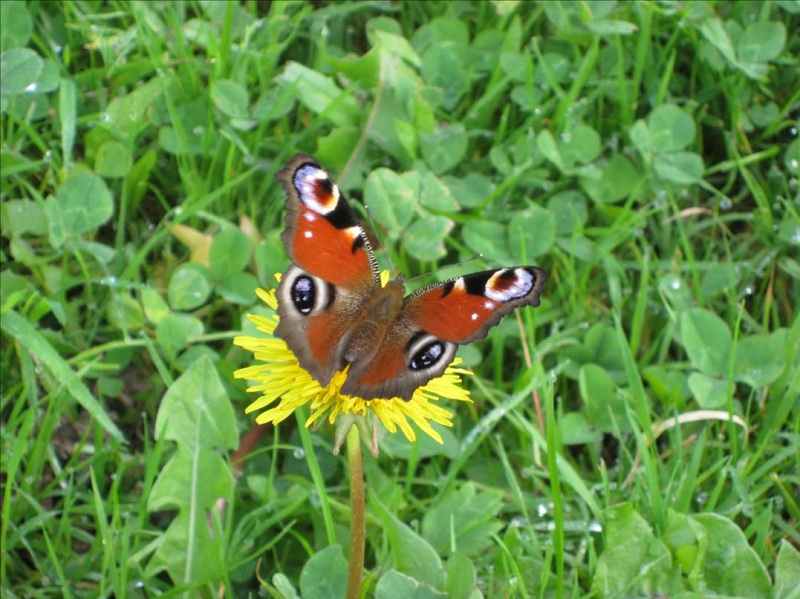
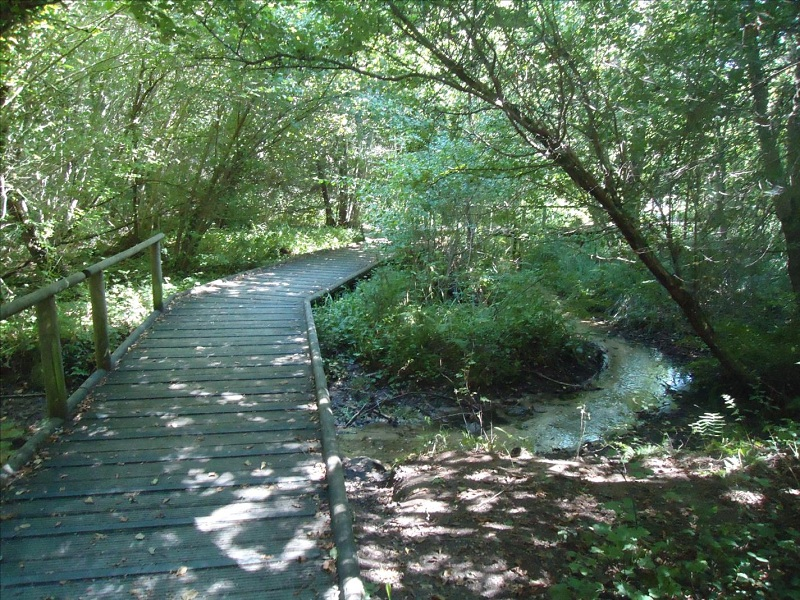
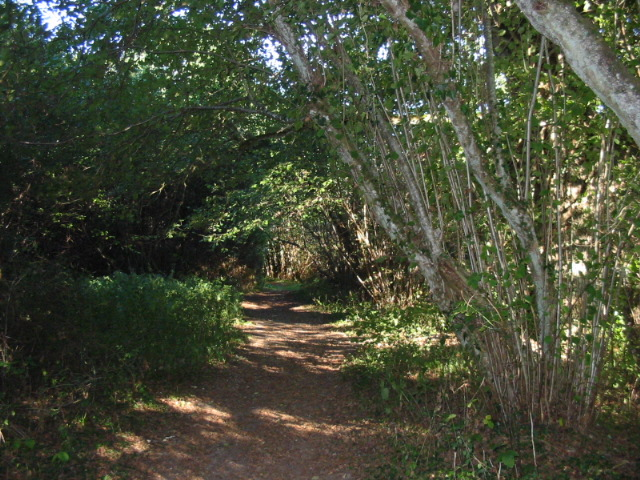
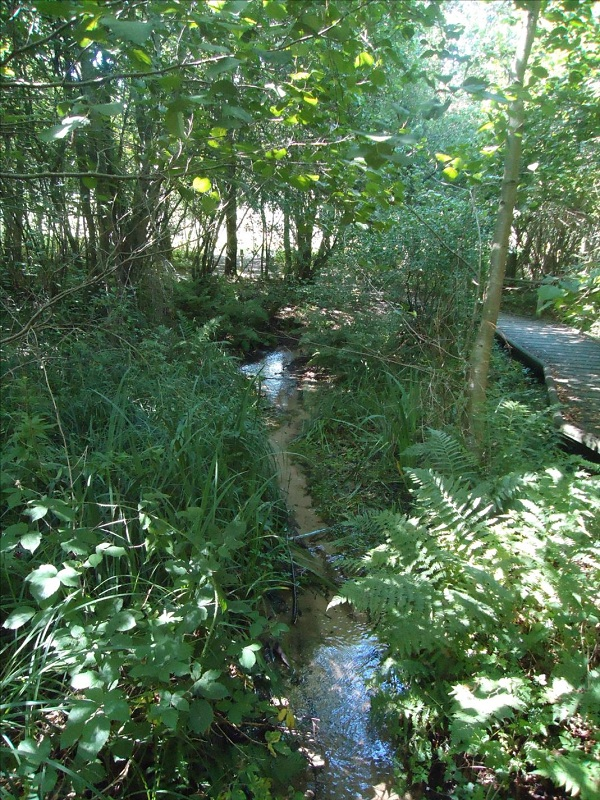
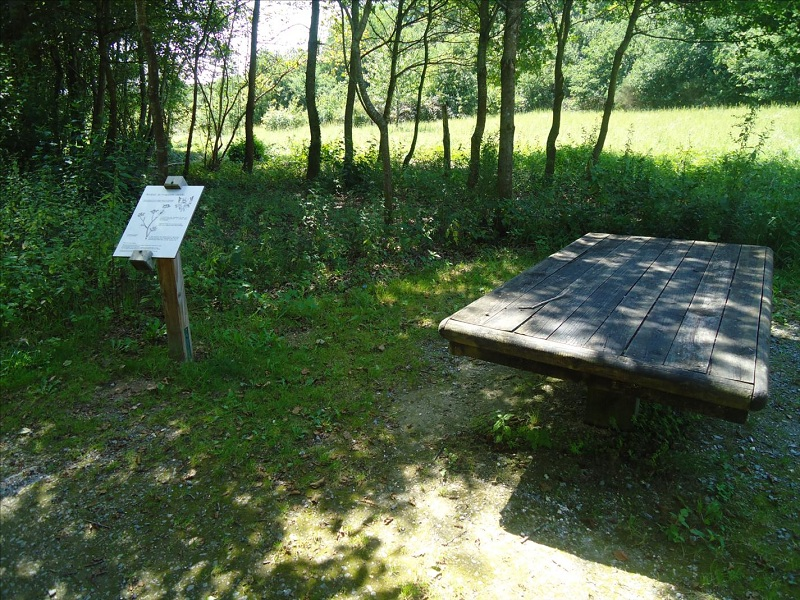

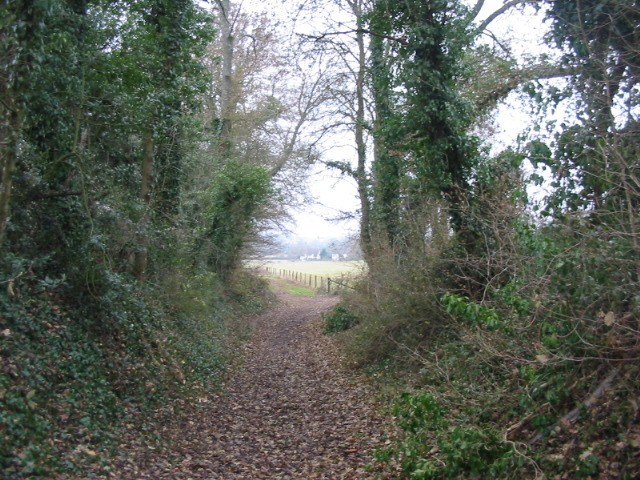
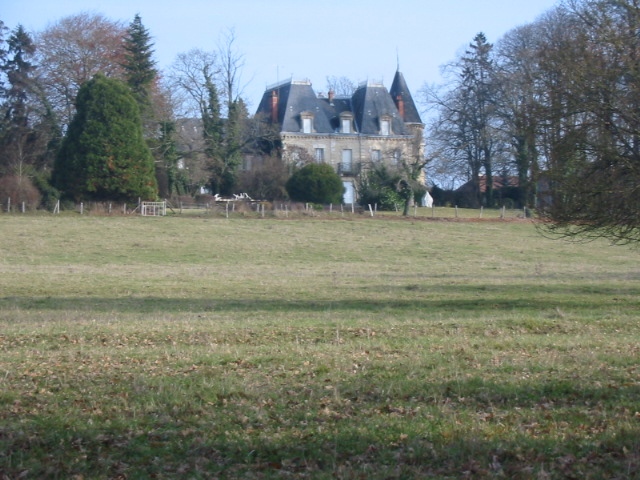
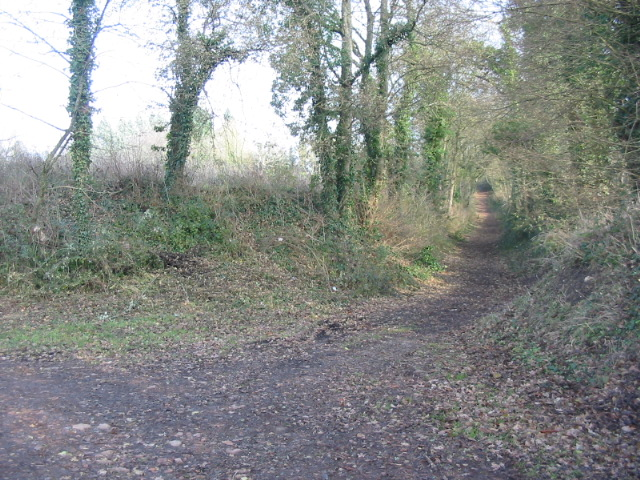
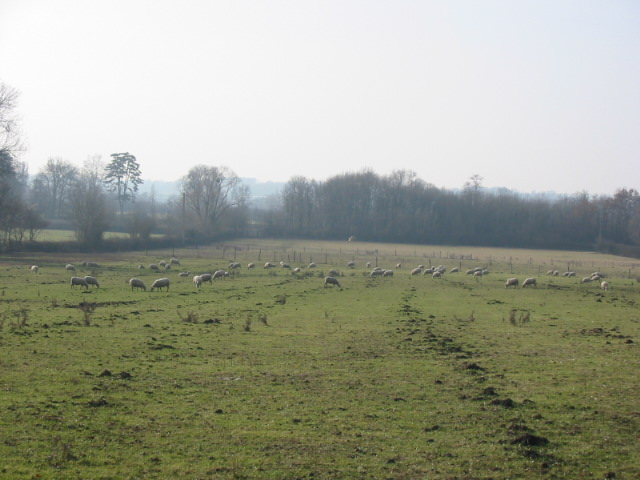

- La statue de l'Aviatrice se trouve au croisement de la RN 7 boulevard Camille-Dagonneau et de l'avenue Louis-Fouchère. Elle est dédiée à Evelyn Graham Frost, aviatrice et poète, tombée en ce lieu le 5 janvier 1934. Elle a notamment publié l'ouvrage Memory (Mémoire). Cette statue commémorative a été érigée par l'aéro-club du Nivernais.

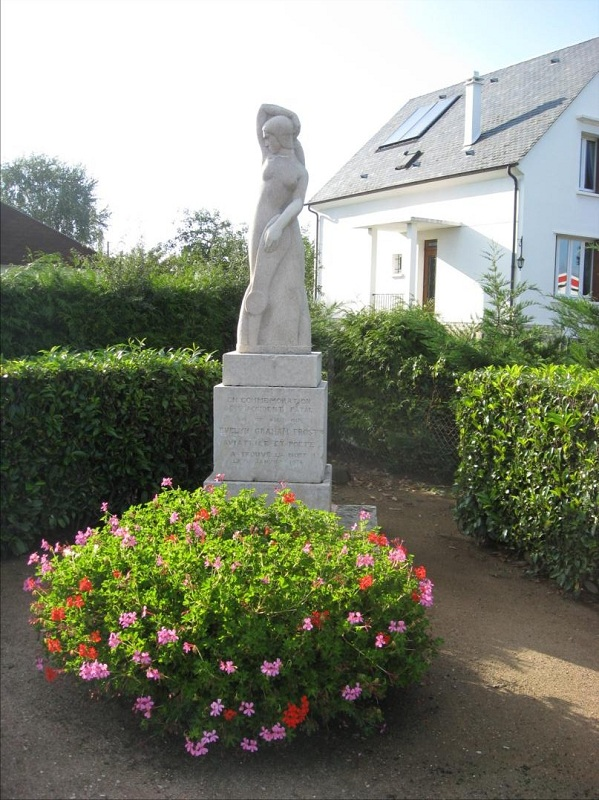
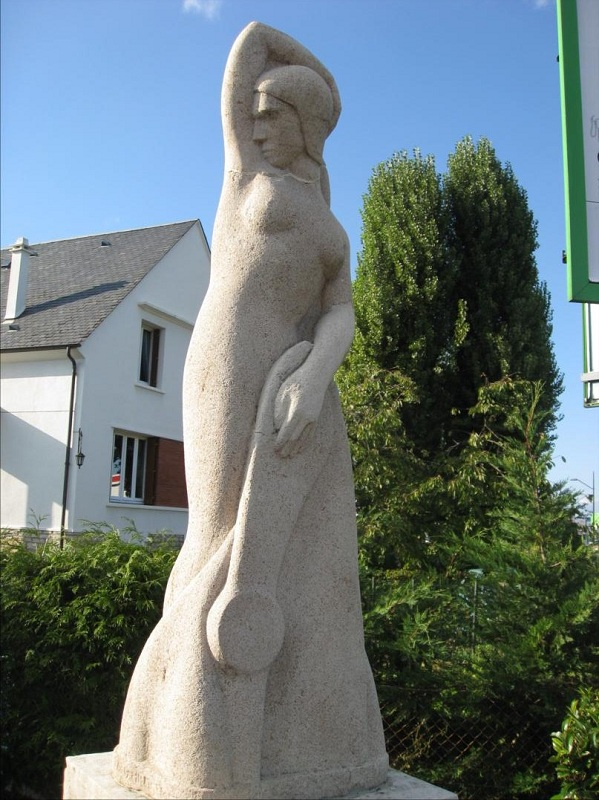
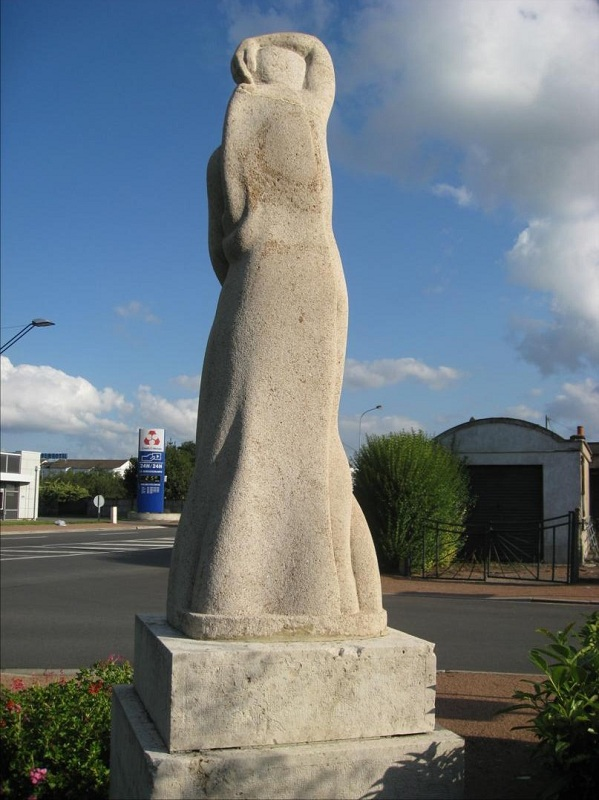

- Le Cinématographe, musée « privé public » consacré au cinéma fondé par Pascal Rigaud. Il compte deux salles de cinéma et plus d'un millier de pièces historiques liées à l'histoire du septième art[20].

### Personnalités liées à la commune
- Berceau des Tambours du Bronx.
- Henri Angelard (maire socialiste déporté).
- Mathias Bernardi (1976), écrivain.

### Héraldique
| Blason de Varennes-Vauzelles | Blason  | De sinople à une main senestre d'argent tenant un flambeau du même allumé de gueules posé en barre, le tout encadré par une couronne d'engrenage d'argent dentée à l'intérieur, rompue au quartier senestre laissant passer le flambeau, cantonnée à dextre de deux lettres V capitales d'argent, l'une sur l'autre, celle du dessous ayant la branche dextre plus courte et dans le prolongement de celle du dessus ; à la filière cousue* de gueules. |
| Blason de Varennes-Vauzelles | Détails | * Ces armes emploient le terme « cousu » dans le seul but de contrevenir à la règle de contrariété des couleurs : elles sont fautives : filière de gueules sur sinople. Le statut officiel du blason reste à déterminer. |